# Agnes (sztuka)
Agnes – współczesna francuska sztuka teatralna napisana przez pisarkę i aktorkę Catherine Anne w roku 1993. Tematem utworu jest problem seksualnego molestowania dzieci.

## Opis fabuły
Agnes przeżyła koszmar. Przez cztery lata ojciec znęcał się nad nią i gwałcił. Kiedy matka chciała odejść od męża, by nie krzywdził dziecka, on je porwał, torturował i próbował zabić. W końcu udało się doprowadzić do oskarżenia oprawcy, jednak sprawa sądowa była dla dziewczynki kolejną torturą.
W dorosłym życiu Agnes rozpoczęła studia prawnicze. Jest samotna, nie potrafi ułożyć sobie życia, nie czuje się dobrze w związku z mężczyzną. Pragnie znaleźć dowód swojej niewinności. Ucieka do Paryża i stacza się. Przeżywa wiele tragicznych chwil. W końcu chce już tylko jednego – odegrać się na ojcu. Prowadząc niebezpieczny tryb życia, niemal umiera. Przypomina sobie wtedy jednak swą zmarłą babcię i to dodaje jej sił, by spróbować się podnieść (we śnie babcia zachęca ją, żeby żyła). Kiedy Agnes staje na nogi, kończy studia i zostaje cenionym adwokatem. Poznaje też Pierre'a, który zakochuje się w dziewczynie. To właśnie jemu Agnes może opowiedzieć historię swojego życia i w ten sposób rozprawić się z koszmarnymi wspomnieniami.

## Realizacje teatralne w Polsce
- 1997, Teatr im. Horzycy w Toruniu, reż. Anna Augustynowicz (obsada: Jolanta Teska, Anna Magalska-Milczarczyk, Karina Krzywicka, Paweł Tchórzelski, Paweł Adamski i inni)
- 1998, Teatr im. Osterwy w Gorzowie Wielkopolskim, reż. Krzysztof Gordon (obsada: Marzena Wieczorek, Iwona Baryła, Sylwia Szymańska, Beata Chorążykiewicz, Aleksander Maciejewski, Cezary Żołyński i inni)
- 2001, Teatr Telewizji, reż. A. Augustynowicz (obsada: Beata Zygarlicka, Dorota Kolak, Piotr Bajor, Irena Jun, Mirosław Baka, Igor Michalski, Grzegorz Gzyl i inni)